# 阿部幸子
阿部 幸子（あべ ゆきこ、1931年（昭和6年）7月22日 - 1992年（平成4年）12月8日）は、日本の英文学者。夫はイタリア文学者の阿部史郎。

## 生涯
愛知県名古屋市生まれ。専門学校卒業後、南山大学英文科へ学士入学、1955年名古屋大学大学院修士課程修了、1958年京都大学大学院英文学専攻博士課程満期退学。
光華女子短期大学助教授、ノートルダム女子大学助教授、大谷大学助教授、ドイツへ留学の後、1969年学園紛争のため辞職。京都工芸繊維大学助教授、1973年教授、1989年岡山大学教育学部教授。赴任後程なく、肝臓癌に冒されていることが分かり闘病ののち、61歳で死去。

## 著書
- 『現代英国文学の諸相』恒星社厚生閣、1970年。
- 『比較文学』仏教大学通信教育部、1987年。
- 『E・M・フォースター研究』ニューカレントインターナショナル、1989年。
- 『生命をみつめる 進行癌の患者として』探究社、1991年。
- 『死の受容 ガンとわかってから三年余を生きて』講談社、1992年。
- 『病棟の光と翳 がん闘病記』探究社、1992年。
- 『生命ある限り』探究社、1993年。
- 『阿部幸子闘病日記』探究社、1995年。

### 翻訳
- ロジェ・アセリノー編 (1971). ヘミングウェイ研究 ヨーロッパにおけるヘミングウェイ. 恒星社厚生閣阿部史郎共訳